# Sekundærrute 557
De Sekundærrute 557 is een secundaire weg in Denemarken. De weg loopt van Klitmøller naar Thisted. De Sekundærrute 557 loopt door Noord-Jutland en is ongeveer 12 kilometer lang.